# Ortungsfunkdienst über Satelliten
Der Ortungsfunkdienst über Satelliten (englisch radiodetermination-satellite service) ist gemäß Definition der Internationalen Fernmeldeunion ein Funkdienst für Zwecke der Funkortung, bei der eine oder mehrere Weltraumfunkstellen benutzt werden. Dieser Funkdienst kann auch die für den eigenen Betrieb erforderlichen Speiseverbindungen (englisch feeder links) umfassen.